# Pour la femme veuve qui s'éveille
Singles de Daniel Balavoine
Belle (conte musical Abbacadabra)
(1983) Les Petits Lolos
(1983)
Pistes de Loin des yeux de l'Occident
Supporter
(2)
Pour la femme veuve qui s'éveille est une chanson écrite, composée et interprétée par Daniel Balavoine pour l'album Loin des yeux de l'Occident, paru en 1983.

## Thème de la chanson
Pour cette chanson des plus engagées, Balavoine, qui a publié cet album militant après avoir découvert l'Afrique en pleine famine et la pauvreté du continent alors qu'il suit le Paris-Dakar en caravane, dénonce la condition des femmes qui, devenant veuves, deviennent piliers de leurs familles.
Il cite ainsi trois femmes; en Chine, en Asie centrale (comme représentante des femmes dans l'URSS), en Afrique noire. " femme de Shanghai, de Kostanaï, du peuple Maasaï; veuve d'un monde qui défaille, rien ne peut égaler ta taille ".
Balavoine fait une critique de la politique de l'enfant unique instaurée en Chine en 1970 afin d'y contrôler la démographie, provoquant un véritable déséquilibre démographique dans le pays. Il y parle également des conditions de vie des femmes « veuves » causés par les politiques et des guerres présentes un peu partout dans le monde, montrant le rôle de « pilier » de ses femmes qui s'éveillent à leurs conditions d'existence. Il fait également référence aux camps de travail de l'URSS dans le couplet « Pour la femme veuve qui s'éveille / Comme celle de Koustanaï / Dont l'amant n'est qu'un détail / Mort au camp de travail /Seul champ de bataille ».

## Sortie et réception
Pour la femme veuve qui s'éveille figure d'abord sur l'album Loin des yeux de l'Occident, sorti en octobre 1983, puis en single 45 tours en tant que premier extrait pour promouvoir l'album. Une version maxi 45 tours est également pressé comme single promotionnel. La chanson, se classant durant sept semaines dont six de manière consécutives à partir de la semaine du 28 novembre au 4 décembre 1983 avant de réapparaître une semaine fin janvier 1984, atteint la 49e place. Les ventes du single atteignent les 56 000 exemplaires, résultat modeste en comparaison des ventes des précédents singles de Balavoine. 
Le chanteur la reprendra l'année suivante lors de son concert aux Palais des Sports en 1984.

## Clip
Le clip vidéo, réalisé par Jean-Pierre Berckmans, fut en grande partie tournée à Forest National, dans les coulisses et caves.

## Reprise
La chanson est reprise par Josef Salvat sur la compilation Balavoine(s) (2016).